# Кућа Радоја Глигоријевића у Рибарима
Кућа Радоја Глигоријевића у Рибарима је подигнута у другој половини 19. века и налази се на списку споменика културе као проглашено непокретно културно добро.

## Изглед куће
Кућа је била подигнута на падини у пространом дворишту и постављена управно на пад терена, што је одлика типа дводелне брдско-планинске куће, недовољно познате у источној Србији. Грађена је на високим темељима од ломљеног камена у бондручној конструкцији са испуном од притесаних храстових талпи. Кров је четвороводан, покривен ћерамидом. У свим просторијама под је био од набијене земље, док је у „кући“ плафон био од шашовца, а у соби малтерисан и окречен. 
На главној фасади доминирао је дугачак трем са дрвеним стубовима. Са трема једна врата водила су право у централну просторију тзв. „кућу“ из које се даље ишло у велику гостинску собу. На трему се налазило проширење из кога су друга врата водила у помоћну просторију стасину, која је служила за смештај различитих ствари, од посуђа до каца и алата. У „кући“ је било сачувано отворено огњиште са гвозденим веригама, долап са полицама и дрвени чивилуци на зидовима. Димензије основе су 11,10х5,10 м.
Објекат представља врло леп пример наше народне архитектуре, куће развијеног типа из друге половине 19. века, али је нажалост срушена.